# Белюстин, Анатолий Александрович
Белюстин Анатолий Александрович (26 ноября 1933, Вербилки — 13 августа 2016, Санкт-Петербург) — российский учёный, специалист в области физической химии и электрохимии стекла, ионометрии и потенциометрии; профессор, доктор химических наук, представитель научной школы Б. П. Никольского — М. М. Шульца в области ионометрии и потенциометрии с мембранными ионоселективными электродами, в частности со стеклянным электродом.

## Биография
Родился в Москве 26 ноябpя 1933, записан в пос. Вербилки Талдомского p-на Московской обл., в семье вpача Александpа Николаевича Белюстина (Беллюстина, второе «л» в фамилии потерялось при замене паспорта после войны) и медсестpы Ольги Абpамовны Белюстиной (Кpисталинской).
Талдом, Талдомский район — pодные места Бел(л)юстиных. В нескольких километрах от Веpбилок находится село Квашёнки, где pодился отец Анатолия Александровича, бpатья и сёстpы отца и где до 1919 г. был священником дед Николай Николаевич Белюстин.
В 1935 г. семья пеpеехала в Калугу, где отец нашёл работу в городском туберкулёзном санатории, и семья поселилась в доме рядом с домом К. Э. Циолковского.
Анатолий Александрович вспоминал:

К 1939 г. отец стал главвpачем тубеpкулезного санатоpия, то есть вошел в гоpодскую номенклатуpу, и над ним стали сгущаться тучи. То и дело аpестовывали таких как он. Он pешил податься в Ленингpад, где жили мамины pодители и бpатья. Работа нашлась (1940 г.) в Детском селе (Цаpском), недавно — 1937 г. — пеpеименованном в г. Пушкин. Отец заведовал Туберкулёзным диспансеpом пpи гоpодской поликлинике (Московская ул., 13) и был участковым вpачом.
Жизнь в Пушкине, вблизи знаменитых паpков и двоpцов, котоpые я знал как свою кваpтиpу и мог водить как экскуpсовод приезжавших ленингpадских pодственников, 22 июня 1941 г. pезко изменилась. Вpачи-мужчины, в том числе отец, были мобилизованы на дpугой день.
Мы с мамой оставались и уже где-то в июле, pаньше дpугих ленингpадцев, пеpежили пеpвую бомбежку. Немецкие самолеты не пустили в Ленингpад, и они сбpосили бомбы на окpестности, в том числе Пушкин. Они наступали стpемительно, и уже в августе, собpав 2 чемодана самых необходимых вещей, мы с мамой пеpеехали в Ленингpад, в комнату дедушки и бабушки, где и пpовели первый блокадный год до августа 1942.

Эвакуиpовались в Тюмень, где пpобыли до конца 1945, проучившись 3 года. Новый 1946 г. встpечали под Свеpдловском в поезде на Ленингpад. С четвёртого класса учился в 256-й сpедней мужской школе Октябрьского (теперь Адмиралтейского района Санкт-Петербурга). Окончил школу с золотой медалью.
Из воспоминаний А. А. Белюстина:

Больше всего мне нравилась и легче всего давалась литература. Учительница литературы уговаривала меня идти на филологический факультет: «Вы будете вторым Макогоненко».
Я даже подумывал о филфаке унивеpситета, но мне отсоветовал уважаемый мной стаpший товаpищ Феликс Нафтульев (Нафтульев Феликс Лазаревич — писатель, журналист, 1931—2000), уже учившийся там. Поэтому, когда в школу пpишел агитатоp за химфак ЛГУ доцент Боpис Аpкадьевич Платунов и pассказал, что химик каждый день в своей лабоpатоpии может делать маленькие откpытия, выбоp был сделан — химфак ЛГУ. Никогда не пожалел об этом.

1951 год — поступил на 1-й курс химического факультета ЛГУ.
1956 — получил диплом химика-исследователя по окончании университета.
С 1956 года до декабря 2014 работал, учился в аспирантуре на химическом факультете, работал в Научно-исследовательском институте химии (НИХИ) ЛГУ в должностях старшего лаборанта, ассистента, научного сотрудника — младшего, старшего, ведущего, профессора.
В 1983 г. защитил докторскую диссертацию.
С 1991 г. — профессор СПбГУ.
Лауреат Государственной премии в области науки (1973 год), Заслуженный Работник высшей школы.

### Студенческие годы
1951—1956 — студент химического факультета ЛГУ (Ленинградского государственного университета).
1952—1955 — сменный редактор стенной газеты факультета «Катализатор»
В те годы многие студенты хотели начать самостоятельные исследования как можно раньше, для чего приходили на кафедры уже на первом курсе. Старшие товарищи на 2-м курсе привели Анатолия на кафедру физической химии. Заведующим кафедрой был Борис Петрович Никольский, в то время профессор.
На кафедре первым учителем А. А. Белюстина стала Елена Алексеевна Матерова в работе с мембранными электродами. Первые попытки получить гомогенную мембрану как электрод не удались. Подошёл третий курс, и Е. А. Матерова предложила А. А. Белюстина работать с пятикурсником Виктором Моисеевым, исследуя связь сорбции ионов на стёклах методом радиоактивных изотопов и их электродных свойств.
Стоит заметить, что Елена Алексеевна обладала замечательной способностью воодушевлять на работу. После обсуждения с ней экспериментальных результатов хотелось продолжать опыты день и ночь. И ночные работы наступили, когда в лабораторию доставляли короткоживущий калий, в растворы которого экспериментаторы погружали специально изготовленные стеклянные электроды, раздувая на концах горлового стекла очень крупные шарики.
Курсовую работу на 3-м курсе выполнял под руководством М. М. Шульца, тогда доцента, начав изучать электродные свойства стёкол.
В 1954 — будучи студентом 4 курса, приступил к дипломной работе. А. А. Белюстин принимал участие в выполнении задания правительства по созданию стеклянных электродов для науки, атомной промышленности и других отраслей. Народное хозяйство, различные отрасли науки и промышленности, среди них самая богатая — атомная промышленность — требовали создания средств измерения рН и, в первую очередь СЭ, способных контролировать рН в самых разнообразных средах, в том числе в горячих щелочных растворах. Имеющиеся в то время стеклянные электроды из натриевокальциевого силикатного стекла ЭС-1 позволяли измерять рН только в лабораторных условиях в интервале рН 1 — 9, при комнатных и средних температурах.
Все сотрудники и студенты лаборатории, которой руководил М. М. Шульц, были тесно включены в исследования свойств стёкол; основные эксперименты выполнялись в ходе курсовых и дипломных работ.
1954 — студент 4-го курса вступил во Всесоюзное Химическое Общество им. Д. И. Менделеева.
После 4-го курса была практика в ИХС им. Гребенщикова в лаборатории С. К. Дуброво и Ю. А. Шмидта. Там А. А. Белюстин познакомился со многими учёными: с О. В. Мазуриным, А. А. Аппеном, Р. Гребенщиковым, С. П. Ждановым и др., с которыми многие годы сотрудничал, изучая электрические свойства и химическую устойчивость стёкол.
1956 — окончил с отличием химический факультет ЛГУ. Появились две статьи в академических журналах по результатам дипломной работы (соавторы Моисеев и Матерова).

### Работа в лаборатории электрохимии стекла кафедры физической химии
В 1956 г. А. А. — штатный сотрудник в университете. Финансирование шло через комбинат «Маяк» (Челябинск-40), который в то время занимался обогащением урана.
В 1956 году по поручению Б. П. Никольского Белюстин принял материальную ответственность по драгоценным металлам, хотя не имел на это формального права, будучи хоз. договорным сотрудником, а потом аспирантом, но Б. П. этим пренебрегал, и А. А. Белюстин был хранителем драгметаллов до 2012 года.
1957—1958 — ассистент на кафедре физической химии.
1958—1961 — аспирантура под руководством доцента М. М. Шульца и член-корр. АН СССР профессора Б. П. Никольского. В ответ на предложение Шульца самому сформулировать тему исследования, аспирант решил изучать свойства несиликатных стёкол. И, как это бывает в науке, случайность, которая не прошла незамеченной, определила направление исследования. При синтезе объектов изучения в варочной мастерской Технологического института стекло получилось «грязным», с примесью железа, но, вместо того, чтобы его браковать, Белюстин исследовал его электродные свойства.
Газета «Ленинградский Университет» писала:

У аспиранта Белюстина взволнованный вид. Наконец, ему удалось увидеть действие малых добавок оксида железа в электродных свойствах стёкол.
Этот эксперимент показал, что присутствие в стекле кроме силикатных анионов, анионов другого сеткообразователя, причём в малых количествах, ответственно за появление особого вида «ступенчатой» кривой E — pH. Такой тип кривой был предсказан Б. П. Никольским в его «обобщённой» теории стеклянных электродов в предположении, что это явление могло быть вызвано наличием в стекле силикатных анионов, сильно различающихся по прочности связи с ионами водорода. Стало понятно, что отмеченное явление требует тщательного исследования.
Ещё в 1954 году Правительство СССР определило задание на разработку средств рН-метрии, отвечающих современным требованиям. Координировал разработки Б. П. Никольский, его заместителем стал М. М. Шульц. Позднее Минприбор создал в своих недрах Комитет по рН-метрии, который возглавил Б. П. Никольский; заместителем остался М. М. Шульц.

Конец 1950-х — 1960-е годы для сотрудников школы Б. П. Никольского, работавших в лаборатории электрохимии стекла под руководством М. М. Шульца, — это годы систематических исследований стёкол с целью установления закономерностей их электродного поведения в зависимости от состава. Необходимость такой работы определялась тем, что к началу 1960-х годов в ЛГУ и упомянутых научных организациях накопились результаты изучения электродного поведения стёкол самых разнообразных рецептур, в основном литиевосиликатных, содержащих добавки оксидов-модификаторов. Однако выводы из этих данных делались в основном прикладные, а характер исследований можно было определить как метод проб и ошибок.
В 1963 году А. А. Белюстин защитил диссертацию кандидата химических наук. В диссертации «Влияние стеклообразующих окислов на электродные свойства натриевосиликатных стёкол», А. А. Белюстин дал название и объяснил «электродный эффект второго оксида — сеткообразователя». Своими исследованиями электродных свойств щёлочносиликатных стекол, содержащих оксиды-сеткообразователи, А. А. Белюстин внёс решающий вклад в разработку «электродного метода» суждения о структурной роли элемента в стекле, практических рецептур стёкол для натрий- и калий-селективных стеклянных электродов. (Электродный метод — способ суждения о структурной роли компонента в стекле, основанный на изучении электродных свойств, представлениях о координационных структурных образованиях в стекле — все это легло в основу работ по химии стекла, развиваемых в ЛЭС в течение почти 50 лет). Практической стороной этого исследования явилась разработка составов стёкол с металлической функцией. Разработки были защищены авторскими свидетельствами СССР и международными патентами (авторские свидетельства (СССР): 387940, 1973 г. ; 565891 1977 г. ; 588200 1978 г. ; 584505; патент ФРГ 2134101. 24.01.73; патент Великобритании 1320617. 05.07.73).
Стеклянные электроды с металлическими функциями сразу нашли применения в физико-химических и гидрохимических исследованиях. И в настоящее время выпускаются стеклянные электроды, применяемые для контроля качества воды тепловых и атомных электростанций.
Позднее академик М. М. Шульц писал о своём ближайшем сотруднике, поддерживая его выдвижение Учёным советом СПбГУ к присвоению ему звания «Заслуженный деятель науки РФ»:

…ещё будучи аспирантом, а затем научным сотрудником, в начале 60-х годов А. А. Белюстин внёс решающий вклад в установление зависимости электродных свойств стёкол от их состава. На этой основе при его активном участии затем были разработаны натрий-селективные и редоксметрические стеклянные электроды, выпускаемые заводом и применяемые в промышленности и энергетике.
В 1961—1965 годах был младшим научным сотрудником НИИ химии ЛГУ, затем ассистент кафедры физической химии химического факультета ЛГУ.
Открытие существования электронной функции у электродов из железосодержащих стёкол в буферных оксред растворах. Сразу после защиты кандидатской диссертации Белюстин по поручению М. М. Шульца, занятого защитой своей докторской диссертации, руководил работой четырёх аспирантов — выпускников ЛЭС (формально А. А. Белюстин считался соруководителем).
Самые интересные результаты получились с оксидом железа. Оказалось, что его можно ввести в стекло в больших количествах, при этом получались необычного вида кривые Е-pH. Можно было предположить существование в стекле не только ионной, но электронной проводимости.
В апреле 1963 года А. М. Писаревский, первый дипломник А. А. Белюстина, получив задание изучать поведение стёкол с оксидом железа, придумал проводить варку железосодержащего стекла в восстановительных условиях и 4 апреля 1963 года получил отчётливое доказательство существования электронной функции у СЭ в буферных оксред растворах. Этот день в лаборатории отмечался многие годы как День Великого Открытия. (Авторы хотели подать заявку на открытие, но Б. П. Никольский этого не захотел). Появилась статья в Докладах АН СССР (Доклады АН СССР. 1964. Т. 154. № 2. С. 404—406.), авторами которой были: А. А. Белюстин, А. М. Писаревский, чл.-корр. Б. П. Никольский, М. М. Шульц. Эти работы привели к важнейшему практическому результату: созданию нового типа стеклянных электродов из стекла с электронной проводимостью. В рекордно короткий срок эти электроды из литиево-натриевых железосиликатных стёкол начали выпускаться промышленностью, были оформлены авторские свидетельства и иностранные патенты. Главная заслуга в этом принадлежит А. М. Писаревскому, о котором А. А. Белюстин писал так:

А. М. Писаревский на всю жизнь стал другом и в некоторых отношениях учителем, а не только учеником. Он стал крупнейшим специалистом в области редоксметрии, доктором химических наук, профессором, многие годы после М. М. Шульца руководил нашей лабораторией электрохимии стекла (ЛЭС).
В совместных с академиками статьях, равно как и с другими соавторами, Анатолий Александрович был, как правило, по выражению немцев, federleitender Autor (водящий пером автор).
Из многих публикаций этого периода стоит отметить 3, в которых соавторами Анатолия Александровича были Б. П. Никольский (академик АН СССР с 1968 г.) и М. М. Шульц (академик АН СССР с 1979 г.). Одна из них на английском языке в популярном сборнике: Glass Electrodes for Hydrogen and Other Cations. Principles and Practice (New York: Marcel Dekker, Inc., 1967). Вторая, «Электродные свойства стёкол в свете Периодической системы элементов» в Сборнике «100 лет периодического закона химических элементов». И, наконец, монография «Стеклянный электрод и химическое строение стёкол».
Наряду с этими статьями в обзоре тех же авторов «Современное состояние теории стеклянного электрода», а также в статьях А. А. Белюстина «Разработка, исследования и применения стеклянных электродов с металлическими функциями», и «Ионообменная теория стеклянного электрода и представления о взаимодействии стеклообразователей и модификаторов в стёклах», также как и в статье с Писаревским «О стеклянном электроде с электронной функцией» подводились итоги работ лаборатории в 60-е годы.
Общественное и государственное признание результаты этих работ получили в 1973 г., когда коллективу авторов под руководством Б. П. Никольского с участием его ближайших сотрудников М. М. Шульца, А. А. Белюстина А. И. Парфёнова, а также специалистов из Москвы, Тбилиси и Харькова была присуждена Государственная премия СССР «За цикл работ по теории стеклянного электрода и электродным свойствам стёкол».

### Сотрудничество с биологами
С середины 1960-х годов началось сближение с биологами, продолжавшееся многие годы. Сотрудник Института Цитологии АН СССР. Адольф Аронович Лев узнал от своего коллеги, работавшего в США в лаборатории биолога Эйзенмана, что в Ленинградском университете в лаборатории Шульца созданы и работают СЭ с металлическими функциями. А. А. Лев пришёл к А. А. Белюстину с вопросом о применении катионселективных СЭ для исследования внутриклеточной активности ионов калия. Так начались совместные работы с биологами, появились общие статьи.
В 1965 году Эйзенман прислал в лабораторию приглашение на участие в коллективной монографии, «Glass electrodes for hydrogen and other cations. Principl es and practice».
В потоке посетителей, хлынувших в лабораторию с самыми разными вопросами по применениям рН-, рМ- и оксред-метрических СЭ, биологи и медики занимали значительное место. Консультации давали все сотрудники лаборатории, но больше всего доставалось А. А. Белюстину и Герасиму Пантелеймоновичу Лепнёву.
В ЛЭС завели специальную книгу посетителей, из записей которой можно вспомнить несколько экзотических: вроде вопросов об измерении рН в желудке термитов, на коже солдат, на страницах рукописей В. И. Ленина, измерении Na и K в слюне космонавтов, K — в водорослях Нителла и очень много чего другого. Некоторые консультации кончались заключением хоз. договоров. Интересным был, например, договор о создании радиокапсулы, которую надо было глотать, для измерения рН в пищеварительном тракте человека.
ЛЭС заключила хоз. договор с Институтом медико-биологических проблем (Москва), который занимался вопросами космической медицины, в том числе разработкой контроля состава питательных жидкостей для хлореллы как элемента питания для космонавтов. Другой договор с ВНИИ Синтезбелок предусматривал контроль состава культуральных жидкостей с помощью стеклянного оксред электрода. А. А. Белюстин и О. К. Стефанова участвовали в работе биологических конференций в Пущино на Оке и в Паланге, а А. М. Писаревский — в Красноярске.
М. М. Шульц в это время возглавил постоянно действующий семинар по мембранам под эгидой ВХО им. Менделеева.
Теория стеклянного электрода сослужила свою службу при изучении функционирования биологических мембран и ионообменников различной природы, при разработке новых ионоселективных электродов, применение которых в аналитической практике бурно развивалось в 70-е гг.
Развитие теории СЭ происходило в течение нескольких лет от так называемой «простой» до «обобщённой». В «простой» теории потенциал СЭ рассматривался как межфазный и описывался уравнением Никольского (1937 г). Как мембранный потенциал СЭ стал рассматриваться с 1962-63 гг., после опубликования работ Эйзенмана, Шульца, Стефановой и др. В «обобщённой» теории при выводе уравнения описывающего потенциал СЭ, существовало два подхода. Один можно считать формально-термодинамическим. Наиболее успешным и универсальным уравнением, выведенным на этой основе, можно считать уравнение Дж. Эйзенмана, которое называют также уравнением Эйзенмана-Никольского. Другой подход, который развивался школой Никольского-Шульца, можно назвать структурно-химическим. При этом в первом варианте развития «обобщённой» теории принималась во внимание неравноценность прочности связи катионов с анионными группами стекла, во втором варианте, который создавался М. М. Шульцем и А. А. Белюстиным, количественно учитывалось равновесие процесса диссоциации структурных ионогенных групп стекла на фиксированный анион и противоион. Общего решения для уравнения потенциала СЭ в этом случае найти не удалось, но оно было найдено для некоторых важных частных случаев.
А. А. Белюстин вспоминал:

Михаил Михайлович всегда подчёркивал, что я навёл его на мысль об учёте диссоциации ионогенных групп стекла в объяснении электродных свойств. То время, когда мы с М. М. вперегонки выводили формулу электродного потенциала с учётом диссоциации, я вспоминаю как волшебное. Мы звонили друг другу глубокой ночью, чтобы сверить результаты. Победили мастерство и опыт М. М. он вывел эту формулу первым.
Обсуждение структурной роли элементов и её проявления в электродных свойствах ионопроводящих стёкол в публикациях 1960—1970 гг. было ещё традиционным, если можно так выразиться о традиции столь недавней. Главная роль приписывалась ионогенным структурным группам стекла. Однако вскоре было установлено, что не все явления поддаются этому объяснению; в истолкованиях результатов возник новый термин — «кинетический фактор». Особенно ярко его роль проявилась при изучении электродных свойств двущелочных силикатных и алюмосиликатных стёкол. На фоне «естественного» изменения прочностей связи, вызываемого введением второго щелочного иона, обнаруживаются мощные эффекты изменения подвижности ионов. Развитие теории потенциала СЭ требовало учёта диффузионных процессов, происходящих на границе стекло — раствор и в поверхностных слоях стекла (статьи А. А. Белюстин , В. В. Могилева, И. С. Ивановская, М. М. Шульц. Концентрационное распределение и взаимодиффузия ионов в поверхностных слоях натриевоалюмосиликатного стекла, обработанного водными растворами.
Параллельно изучалась динамика установления потенциала СЭ как в результате воздействия скачка концентраций (А. А. Белюстин с И. В. Валовой), так и после токового импульса.
1966—1986 — А. А. Белюстин — старший научный сотрудник НИИХ ЛГУ, в 1972 г. получил аттестат старшего научного сотрудника.
Электродные свойства стёкол принадлежат к структурно-чувствительным физико-химическим свойствам наряду с проводимостью, диффузией, внутренним трением и т. д., в которых отражаются и прочности связи ионов в стекле и подвижности ионов. Они отражают не только свойства самого стекла, но и свойства слоя, развивающегося на стеклянной поверхности в результате её взаимодействия с раствором. Интерес к состоянию поверхностных слоёв стекла и их роли в установлении потенциала СЭ у Белюстина возник ещё в начале 60-х годов, тогда по результатам исследования ИК-спектров «воды» в этих слоях была опубликована статья в Вестнике ЛГУ 1963 года.
Под руководством А. А. Белюстина были проведены фундаментальные исследования состава и структуры поверхностных слоёв стёкол и динамики потенциала стеклянного электрода с привлечением разнообразных экспериментальных методов исследования: химического секционирования, ИК спектроскопии, радиоактивных индикаторов, электрохимических методов (потенциометрического, концентрационных скачков, ступенчатого изменения напряжения). Полученные важные теоретические и экспериментальные результаты позволили решить вопросы механизма действия стеклянного электрода в различных условиях взаимодействия стёкол с водными растворами. На основе этих результатов учёный сформулировал ряд научных концепций как в области теории стеклянного электрода (многослойная модель и диффузионная кинетика стеклянного электрода; второе приближение «электродного метода»), так и в области теории химической устойчивости стекла (ионная взаимодиффузия, облегчённая гидролизом сетки стекла). Эти концепции и результаты составили научное направление, оформленное в виде докторской диссертации «Влияние химических и диффузионных процессов в поверхностных слоях щёлочносиликатных стёкол на их электродные свойства», которую Анатолий Александрович защитил в 1983 году.
По этому научному направлению защитили кандидатские диссертации ещё 4 его аспиранта. Результаты проведённых исследований имеют принципиальное значение для углубления представлений о природе стеклообразного состояния, а также весьма существенны для разнообразных практических применений стекла.
Следующие годы сам учёный называл своими «серебряными годами». Исследования динамики установления потенциала СЭ проводились с участием ионов серебра, поведение которых резко отличалось от других металлических ионов, например, селективность CЭ к Ag+ в миллион раз превышала селективность к Na+ и K+. По результатам дипломных работ выходили статьи, из которых наиболее важной была статья в «Electroanalysis». Этими исследованиями А. А. окончательно подтвердил правоту созданной им многослойной модели поверхностного слоя, отвечающего за формирование потенциала СЭ.
Широта научного кругозора, многосторонность эрудиции, хорошее знание иностранных языков (он говорил и писал на английском и немецком) помогали А. А. Белюстину в установлении личных контактов с иностранными учёными, в ознакомлении их с работами лаборатории в области теории и практики применения СЭ. Он активно участвовал в работе International Otto Schott Colloqium в 1994, 1998, 2002, 2006 гг., в Университете имени Фридриха Шиллера в Йене, Германия, Int. Symposium on Electrochemical and Biosensors в Матрафюред, Венгрия в 1998 и 2002 гг. и др. , читал лекции в Венгрии (1969, 1989 г.г.) в Будапештском университете им. Этвёши Лоранда и университете Дебрецена; в Германии (1973, 1987 г.г.) в Институте стекла им. Отто Шотта в Йене и в университете Лейпцига, работал в Китае (1993 г.) в Институте лёгкой промышленности в Даляне, где он стал Почётным профессором, активно переписывался с иностранными коллегами. Вся эта деятельность способствовала признанию мировым научным сообществом достижений школы Никольского-Шульца в области электрохимии стекла, ионометрии со стеклянным электродом.
Вопросы теории стеклянного электрода, теории химического взаимодействия стёкол с водными растворами для их разрешения требовали применения новых методов исследования, расширения круга исследуемых объектов, как стёкол, так и растворов. Эта работа осуществлялась группой А. А. Белюстина вместе с Д. Н. Глебовским и его коллегами из лаборатории молекулярной спектроскопии химического факультета ЛГУ-СПбГУ. Исследователи применили метод ИК спектроскопии НПВО для изучения поверхностных слоёв щелочносиликатных стёкол, а также выщелоченного слоя ликвирующего стекла.
При изучении инфракрасных спектров поверхностных слоёв расслаивающихся силикатных стёкол методом нарушенного полного внутреннего отражения (НПВО) с помощью приставки НПВО, сконструированной и изготовленной Д. Н. Глебовским, был, во-первых, разработан новый неразрушающий метод анализа состава и строения слоёв; во-вторых, обнаружена взаимная ориентация фаз при расслоении, что было объяснено образованием структур, подобных жидким кристаллам. Это было пионерское исследование, позволившее без разрушения поверхностного слоя стекла изучить в деталях его структуру и механизм взаимодействия этого слоя с раствором.
Совместное изучение свойств стекла с лабораторией молекулярной спектроскопии, велось непрерывно в течение 20 лет. К результатом этого сотрудничества можно отнести защиты дипломных работ, а также трёх кандидатских диссертаций.
Усилиями А. А. Белюстина лаборатория под руководством доктора хим. наук А. М. Писаревского продолжала расширять совместные исследования с другими университетами, лабораториями и кафедрами. Так, в 2001—2004 гг. совместно с лабораторией ионного обмена выполнялась работа по гранту ИНТАС «Изучение сорбции летучей золой электростанций подвижных форм ртути с целью их иммобилизации в илах и почвах». В 2000 году А. А. Белюстин получил предложение от М. Илющенко из Казахского национального университета имени аль-Фараби участвовать в реализации проекта INTAS 2000-0855 «Study of sorption of the mobile forms of mercury by fly ash from thermal power plants with the aim of immobilizing them in silts and soils», в котором принимали участие, помимо СПбГУ, также учреждения Казахстана: Институт энергетики и телекоммуникаций и др., Горная школа Нанта (Франция), Университет Саутгемптона (Великобритания) и др. Работу под руководством А. А. Белюстин выполняли сотрудники Лаборатории ионного обмена (ЛИО), проводя исследования кислотно-основных свойств каменноугольных зол, что требовалось по условиям проекта. По собственной инициативе в СПбГУ изучали сорбционные свойства зол по отношению к ионам Hg2+, Zn2+, Cu2+ и др. Зола была новым объектом исследования для ЛИО, и студенты лаборатории в дипломных работах ещё несколько лет изучали её свойства. Это последнее направление работ вызвало интерес к кооперативным исследованиям у сотрудников кафедры коллоидной химии.

### Семья
Белюстин в 1958 году женился на Весёлкиной Маpии Николаевне. В 1965 году pодилась дочь Татьяна (Белюстина, Панич). В 1975 развёлся. В 1978 женился на Ивановской Ирине Сергеевне.
Дочь окончила в Ленинграде Первый медицинский институт в 1989 г. (по каpдиологии), с 1994 г. живёт в Геpмании, в Вуппеpтале, где имеет частную клинику семейного врача (Praxis). А. А. Белюстин всегда гордился успехами своей дочери. В 1985 г. ещё в Ленинграде pодилась внучка Маpия Петpовна (Божкова, Веселкина), работает хирургической сестрой в больнице Вупперталя. В 2000 г. pодился внук Даниель-Виктоp Михайлович Панич. Учится в гимназии.

## Научные интересы
Электрохимия и физическая химия стекла: электродные свойства, электропроводность и химическая устойчивость, структура, состав поверхностных слоёв стёкол. Динамика потенциала стеклянного электрода. Электрохимия границы раздела стекло-раствор электролитов, перенос заряда через границу раздела стеклянная мембрана-раствор и в объёме мембраны. Теория и практика ионного обмена, ионометрии, оксредметрии. Развитие методов и средств ионометрии, в основном, со стеклянными электродами.
А. А. Белюстин является ярким представителем научной школы академиков Б. П. Никольского и М. М. Шульца в области ионометрии — потенциометрии с мембранными ионоселективными электродами, в частности — со стеклянным электродом.
А. А. Белюстин не только внёс существенный вклад в труды этой школы, но всегда, а особенно в конце своей научной карьеры, своими итоговыми статьями, докладами, книгами и другими трудами сделал очень многое для распространения подлинного знания о 80-летних трудах этой школы в области ионометрии со стеклянным электродом среди мировой научной общественности.

### Общественная работа. Педагогическая деятельность
- 1990—2011 — учёный секретарь Диссертационного Совета химического факультета ЛГУ, затем СПбГУ.
- 1990—2005 — член Диссертационного Совета Института химии силикатов им. И. В. Гребенщикова РАН.
- 1975—2010 — А. А. Белюстин — член редколлегии журнала РАН «Физика и химия стекла», научный редактор по химии и рецензент этого журнала.
- 1980—2000 — рецензент журнала РАН «Электрохимия».
- 1987—1991 — ведущий научный сотрудник НИИХ ЛГУ
- 1991 — утверждён в учёном звании профессора
- 1990—2012 — профессор кафедры физической химии СПбГУ
- 1993—2003 — лауреат стипендии Президента РФ для выдающихся учёных (1993—1996) и государственной научной стипендии (2000—2003)
- 1999 — присвоено почётное звание «Заслуженный работник Высшей школы РФ».
- 2012—2014 — ведущий научный сотрудник кафедры физической химии

А. А. Белюстин большую часть времени занимал на кафедре не педагогические должности, но был научным сотрудником (младшим, старшим, ведущим), однако, известно, что педагогическая работа заключается не только в чтении лекций, ведении семинаров, практикумов. Она — эта работа — проходит со студентами и аспирантами при совместном планировании экспериментов и их постановке, при обсуждении результатов, написании статей и докладов на конференциях и т. д.
С 1963 г. А. А. Белюстин начинает свою педагогическую деятельность, будучи ассистентом, руководит работами аспирантов, читает курс физической химии на биологическом факультете, студентам почвоведам и физиологам. Продолжал эти лекции с перерывами до 2000 года.
С 1990 г. читал курс общей термодинамики первокурсникам химического факультета, на старших курсах и на факультете повышения квалификации преподавателей читал курс ионометрии. Одновременно в течение многих лет вёл занятия со студентами в общем практикуме физической химии.
Под его руководством защитили дипломные работы — более 70 специалистов, кандидатские диссертации 9 аспирантов, трое из них стали докторами наук. Один из его коллег-друзей профессор В. А. Шапошник из Воронежского университета написал о нём:

Анатолий Александрович был человеком, знакомство с которым я также ценю, как те, кто знаком с Д. С. Лихачёвым, ценили его. А. А. был добр ко всем, вооружён тихим, но добротным юмором для защиты себя, предельно принципиален — забытый идеал интеллигента. Как и Д. С. Лихачёв, Анатолий Александрович был из тех интеллигентов, для которых культура и нравственность представлялись неотделимыми.
А. А. Белюстин почитал своим нравственным долгом писать воспоминания о своих учителях и коллегах: о Е. А. Матеровой, Б. П. Никольском, М. М. Шульце, А. М. Писаревском, он участвовал вместе с коллегами профессорами Р. Р. Костиковым и К. А. Бурковым в составлении книги «Некрополь химиков Санкт-Петербургского университета», изданной в 2010 году. Он понимал значение истории в жизни современников: был составителем, редактором и одним из авторов книги «90 лет кафедре физической химии Санкт-Петербургского государственного университета», соавтором книги « Химический факультет в начале XXI века», собирал воспоминания своих однокурсников, намереваясь издать книгу об их судьбах. А количество статей, которые он написал по поводу юбилеев своих коллег в «Информу» — печатный орган химического факультета и НИИХимии выходивший регулярно по вторникам с 1996 по 2008 год, не поддаётся исчислению.
В 2006 году мировая научная общественность отмечала 100-летие стеклянного электрода. А. А. Белюстин подготовил несколько докладов на эту тему, из которых первый делал на Международном Аналитическом конгрессе в Москве (2006 г.), на Учёном Совете химического факультета СПбГУ (2007), затем в Воронеже на Международной конференции «Аналитика и аналитики» (2008) и написал большую статью «К 100-летию стеклянного электрода. Вклад школы Ленинградского—Санкт-Петербургского университета».
В 2006—2007 гг. по предложению заведующего кафедрой аналитической химии Л. Н. Москвина А. А. Белюстин участвовал в написании трёхтомного учебника «Аналитическая химия», п/ред. Л. Н. Москвина, в котором написал главу «Равновесные электрохимические методы». Учебник вышел в издательстве «Академия» в 2008 г.
В конце 2009 года А. А. Белюстин получил предложение от Фрица Шольца (Fritz Scholz) главного редактора журнала Solid State Electrochemistry — написать статью в специальный выпуск журнала, посвящённый 80-летию доктора F.G.K. Baucke -специалиста в области электрохимии стекла в фирме Otto Schott, автора книги «Electrochemistry of glass and glass melts, including glass electrode». Д-р Бауке в упомянутой книге и в своих многочисленных статьях, начиная с 1972 года, претендовал на объяснение механизма действия СЭ, а в последних своих статьях с 2000 года категорически отрицал значение термодинамических работ школы Никольского — Шульца (лаборатории электрохимии стекла ЛГУ — СПбГУ), Дж. Эйзенмана, Доремуса и венгерской школы (труды этой школы описаны А. А. Белюстиным) для понимания этого механизма, называя все эти исследования «зиянием Никольского». Конечно, все сотрудники лаборатории тщательно изучали его статьи, пригласили его в лабораторию на семинар с докладом, но не поняли степени его отрицания позиций школы Никольского-Шульца в объяснении механизма действия СЭ.

Поскольку мне предоставилась возможность изложить как можно детальнее и доказательнее наши результаты, гипотезы и теории, касающиеся СЭ, изучению которого мы посвятили более 80 лет (с 1929 года!), я воспользовался этим шансом и засел за статью на 40 страницах. Статья называлась «The centenary of glass electrode: from Max Cremer to F. G. K. Baucke» с посвящением «Моему старому другу и лучшему оппоненту».
Статья получила много положительных отзывов, автора приглашали многие иностранные журналы и издательства писать для них. В книге воспоминаний выпускников химфака, изданной в 2016 году, Анатолий Александрович написал:

В 2008 г. в честь моего 75-летия. И. С. Ивановская издала книгу моих стихотворений «Накопилось», где были собраны стихи, написанные школьным и университетским друзьям, подругам, коллегам, учителям; мои переводы с немецкого и английского, шарады и специальный цикл «Занимательная геронтология», который оказался поэтическим предвидением. Этот цикл появился как результат самонаблюдения за проявляющимися признаками старости, как я полагал, а оказалось, что проявлялись симптомы болезни Паркинсона.
С сентября 2010 года, Анатолий Александрович понял, что болезнь не позволяет ему продолжать педагогическую деятельность, читать лекции или вести занятия со студентами. Оставалось только писать. В результате состоялся его переход с профессорской должности на должность ведущего научного сотрудника (0,25 ставки).
Он принялся за давно задуманную книгу, которая получила название «Потенциометрия: физико-химические основы и применения». А. А. Белюстин закончил книгу летом 2014 года, и в марте 2015 года она вышла в издательстве «Лань», специализирующемся на издании учебников для ВУЗов.
В декабре 2015 года А. А. Белюстин принял предложение от профессора Паскаля Рише (Pascal Richet, Institute de Physique du Globe de Paris) и написал главу о стеклянном электроде в «Энциклопедию по стеклу» (Encyclopedia of Glass Science, Technology, History, and Culture) под редакцией Pascal Richet, которую предполагало опубликовать в 2017 г. издательство John Wiley & Sons, Inc.
Это была последняя работа А. А. Белюстина. В августе 2016 года его победила болезнь Паркинсона, с которой он так мужественно боролся, не покидая рабочего стола практически до последнего месяца его жизни.
Среди многих увлечений Анатолия Александровича (он любил и понимал музыку, литературу, сам писал стихи, любил гулять в лесу, собирая грибы и ягоды) можно отдельно сказать о его интересе к истории своего рода. А. А. Белюстин давно заинтересовался этой темой, стимулом к чему послужило знакомство, а затем и дружба с профессором Нижегородского Технического университета Николаем Сергеевичем Беллюстиным, энтузиастом исследования родословных корней этой фамилии. А. А. Белюстин не мог посвящать этому занятию много времени, тем не менее, он и Николай Сергеевич вместе посещали Талдом, Талдомский pайон — pодные места Бел(л)юстиных, участвовали в работе краеведческих семинаров Талдомского районного историко-литературного музея, собирали и изучали литературу, переписывались с А. В. Матисоном, который исследовал историю и родословия священно-церковнослужителей Тверской епархии. Дед А. А. — священник Николай Николаевич Белюстин (1858—1924) происходил из древнего рода, сведения о котором сохранились, начиная с 1665 года. Начиная с середины XVIII века и до 1919 года многие предки были священниками. Представители рода также возглавляли приход единственной церкви села Талдом около 150 лет, с 1727 по 1870 годы.

## Основные работы
- А. А. Белюстин , М. М. Шульц « Развитие теории стеклянного электрода Б. П. Никольским и его школой» в книге Академик Б. П. Никольский. Жизнь. Труды. Школа. Под редакцией А. А. Белюстина и Ф. А. Белинской. Изд-во Санкт-Петербургского университета. СПб. 2000 с.196-218) elib.biblioatom.ru/text/akademik-nikolskiy_2000/0010/
- Belyustin A.A.., Shultz M. M. To the centenary of glass electrode: prehistory and history of the development. Theoretical and practical aspects // Int. Congr. on Analyt. Sci. ICAS-2006. June 25 — 30, 2006. Moscow, Russia. Abstracts, Vol. 2. P. 621
- А. А. Белюстин. 100 лет стеклянного электрода // Тез. Докл. Межд. конф. «Аналитика и аналитики». Воронеж. 22 — 26 сентября 2008 г. (2 стр.). (Пленарный доклад). В интернете только информация о форуме с именами пленарных докладчиков, в том числе А. А. Белюстина.
- http://naukarus.com/vtoroy-mezhdunarodnyy-forum-analitika-i-analitiki
- А. А. Белюстин. К 100-летию стеклянного электрода. Вклад школы Ленинградского—Санкт-Петербургского университета // Вестник СПбГУ. 2008. Сер. 4 Вып. 1. C. 122—142
- http://cyberleninka.ru/article/n/k-100-letiyu-steklyannogo-elektroda-vklad-shkoly-leningradskogo-sankt-peterburgskogo-universiteta
- Anatolii A. Belyustin «The centenary of glass electrode: from Max Cremer to F. G. K. Baucke», J. Solid State Electrochem (2011) 15:47-65 DOI 10.1007/s10008-010-1105-x
- А. А. Белюстин «Потенциометрия: физико-химические основы и применения». Учебное пособие для ВУЗов. СПб. Изд-во «Лань» 2015. 336 с. ISBN 978-5-8114-1838-1
- Матерова Е. А. http://cyberleninka.ru/article/n/e-a-materova-k-90-letiyu-so-dnya-rozhdeniya-o-a-ladyzhenskaya-1
- Получение и исследование некоторых свойств рубидиевых и цезиевых стёкол. Доклады АН СССР. Доклады АН СССР. 1957. Т. 118. № 4. С. 824—827
- Сравнительное исследование электродных и обменных свойств стеклянного электрода с применением радиоактивных индикаторов. II. Поведение калиевого стеклянного электрода в растворах. Ж. физ. химии. 1961. Т. 35. № 6.
- Б. П. Никольский, М. М. Шульц, А. А. Белюстин. Стеклянный электрод и химическое строение стёкол. Изд. «Знание», М. 1971 г.
- https://web.archive.org/web/20150212191257/http://guides.rusarchives.ru/browse/guidebook.html?bid=142&sid=116490  173 Фонд Р-312, 821 ед. хр.
- Вестник Ленинградского Университета № 4, серия физики и химии 1963 г.
- А. А. Белюстин. Влияние стеклообразующих окислов на электродные свойства натриевосиликатных стёкол. Автореферат диссертации на соискание учёной степени кандидата химических наук. Ленинград 1963.
- А. А. Белюстин, А. М. Писаревский, чл.-корр. Б. П. Никольский, М. М. Шульц. Доклады АН СССР. 1964. Т. 154. № 2. С. 404—406.
- Авт. свидетельства (СССР) 288786 1973; Патенты: 3773642, 1973 (США); 2134101 1973,(ФРГ); А.с. 629174.1978; патент 2645623 1978 (ФРГ) и др.)
- B.P. Nikolsky, M.M. Shultz, A.A. Belyustin and A.A. Lev, Recent developments in the ion-exchange theory of the glass electrode and its application in the chemistry of glass, p. 174—222 in G. Eisenman (ed.) Glass Electrodes for Hydrogen and Other Cations. Principles and Practice (New York: Marcel Dekker, Inc., 1967).
- Б. П. Никольский, М. М. Шульц, А. А. Белюстин. Структура и электродные свойства стекла в свете Периодической системы элементов в Сборнике «100 лет периодического закона химических элементов» «Наука», М. 1969. С.318-335
- Б. П. Никольский, М. М. Шульц, А. А. Белюстин. «Современное состояние теории стеклянного электрода», Дополнение I к книге Р. Бейтса «Определение рН. Теория и практика», «Химия», Л., 1968 c. 302—319
- А. А. Белюстин. «Разработка, исследования и применения стеклянных электродов с металлическими функциями». Дополнение II к книге Р. Бейтса «Определение рН. Теория и практика», «Химия», Л., 1968 (перевод с английского Н. В. Пешехоновой и В. В. Пальчевского), с. 320—333.
- А. А. Белюстин Ионообменная теория стеклянного электрода и представления о взаимодействии стеклообразователей и модификаторов в стёклах. В кн. Неорганические ионообменные материалы. Л. 1974, с. 209—222
- Писаревский A.M., Шульц М. М., Никольский Б. П., Белюстин А. А. О стеклянном электроде с электронной функцией. ДАН СССР, 1969, т. 187, № 2, с. 364—367
- А. А. Белюстин, А. А. Лев, Применение стеклянных электродов с натриевой и калиевой функцией в биологии, медицине и почвоведении Сб. «Химия в естественных науках». ЛГУ. 1965, с.130-137).
- А. А. Белюстин, В. В. Могилева И. С. Ивановская, М. М. Шульц. Концентрационное распределение и взаимодиффузия ионов в поверхностных слоях натриевоалюмосиликатного стекла, обработанного водными растворами Доклады АН СССР. Т. 241. № 1.С. 155—158.
- A.A. Belyustin, I.V. Valova, I.S. Ivanovskaya. Glass electrode dynamics within the seconds and minutes range. Conf. on ion-selective electrodes. Budapest. 1978. P.235 — 244).
- А. А. Белюстин, А. А. Киприанов, А. М. Писаревский, В. В. Кондратьев, М. М. Шульц. Электрическое сопротивление поверхностных слоёв натриевоалюмо-силикатных стёкол в растворах хлоридов натрия и калия. Физ. и хим. стекла. Т. 5. № 4. С. 476—481.
- А. А. Белюстин. «Влияние химических и диффузионных процессов в поверхностных слоях щёлочносиликатных стёкол на их электродные свойства» Автореферат диссертации на соискание учёной степени доктора химических наук. ЛГУ. Л. 1983. 32 с.
- Б. П. Никольский. А. А. Белюстин. Стеклянные электроды: новые аспекты теории, разработки и применения Ж. Аналит. химии. 1980, т. 35, № II, с. 2206—2225.
- А. А. Белюстин. Динамика потенциала и механизм действия ионоселективных стеклянных электродов Успехи химии, 1980, т. 49, № 10, с. 1880—1903. http://www.uspkhim.ru/php/paper_rus.phtml?journal_id=rc&paper_id=2517
- А. А. Белюстин, З. Бокшаи, М. М. Шульц. К теории мембранного потенциала стеклянного электрода. Физ. и хим. стекла. 1981. Т. 7, № 6. С. 723—726.
- A. A. Belyustin, M.M. Shultz. Step dependencies of the glass electrode potential on the pH of the solution. J. Electroanal. Soc. 1984 V. 180. P.395 — 400.
- А. А. Белюстин. Современные представления о строении поверхностных слоёв щелочносиликатных стёкол, взаимодействующих с растворами. Сб.: «Физика и химия силикатов». Л., «Наука», 1987, С. 223—242
- А. А. Белюстин, И. С. Ивановская. Обобщённое описание выщелачивания стекла, основанное на концепции ионной взаимодиффузии, облегчённой гидролизом сетки. В сб.:"Тр. ХV Международного конгресса по стеклу", Т. 2а. 1989. Л,"Наука". С. 134—141.
- A.A. Belyustin , M.M. Shultz. The composition of the surface layer and the electrode potential of glass. Glass Sci. and Technol. (Glastechn. Ber.) 1995. Bd. 68 C1. S. 309 −314.
- A. Belyustin, I. Ivanovskaya, Kh. Bichiya. The behaviour of the cation-selective glass ele-ctrodes as a result of the ion exchange Na+ Ag+ and Li+ Ag+ at the glass / solution interface. Sensors & Actuators B. 1998. V. 48. P. 485—490. www.sciencedirect.com/science/journal/09254005/48
- А. А. Белюстин, И. С. Ивановская. Ион серебра как детектор структурно-химической неоднородности поверхностного слоя стеклянного электрода. Физ. и хим. стекла (Glass Phys. and Chem.) 1998. T. 24. № 5. С. 662—667. .
- A. Belyustin. Silver ion response as a test for the multilayer model of glass electrodes. Electroanalysis. 1999. V. 11. No 10 — 11. P. 799—803
- А. А. Белюстин, В. М. Золотарёв, С. Х. Акопян и др. Изучение поверхност-ных слоев щёлочносиликатных стекол методом ИК спектроскопии НПВО Физ. и хим. стекла, 1986, т. 12. № 6. С.691-697.
- А. А. Белюстин, Д. Н. Глебовский М. В. Чистоколова О. А. Прохоренко Р. М. Шуберт. ИК спектры НПВО выщелоченного слоя ликвирующего стекла. Физ. и хим. стекла, 1989, T. 15, № 6, с. 936—939
- Belyustin A.A.; Glebovsky D.N., Baranova G.I. Oriented inhomogeneities in glass-A similarity to the liquid crystalline state. Glastechn. Ber.Glass Sci. Technol.2002.V. 75 C2. P. 66 — 71.
- A.A.Belyustin, A. Delebarre, I. Dyo, A.G. Howard, M. Ilyushchenko a.o. Immobilization of mercury in silts and soils by sorption onto fly ash. REWAS’04. Global symposium on recycling, waste treatment and clean technology. 2004. V. III. pp. 2333—2242. Madrid.
- А. А. Белюстин, Н. В. Борисова. Михаил Михайлович Шульц. Краткий очерк научной, научно-организационной, педагогической и общественной деятельности. Вестник СПбГУ, серия 4, выпуск 1, 2010. С.81 — 99
- А. А. Белюстин. Равновесные электрохимические методы. Глава 7 в учебнике «Аналитическая химия» п/ред. Л. Н. Москвина. Т.1. С. 164—209. М. Изд. «Академия». 2008.
- R.H. Doremus. Diffusion Potentials in Glass, p. 101—132 in G. Eisenman (ed.) Glass Electrodes for Hydrogen and Other Cations. Principles and Practice (New York: Marcel Dekker, Inc., 1967).